# Gogui
Gogui is een gemeente (commune) in de regio Kayes in Mali. De gemeente telt 13.000 inwoners (2009).
De gemeente bestaat uit de volgende plaatsen:
- Banna
- Boulouli
- Boye
- Débéyel
- Diandioumé
- Gogui
- Labidi
- Senewaly
- Sénéwaly-Pheul
- Tourourou
- Tourourou-Koulé